# Подкаменье
Подкаменье (бел. Падкаменне) — посёлок в Неглюбском сельсовете Ветковского района Гомельской области Белоруссии.
На севере граничит с лесом. Имеется довольно крупное месторождение мела и доломита.
В результате катастрофы на Чернобыльской АЭС и радиационного загрязнения жители (28 семей) переселены в 1992 году в чистые места.

## География

### Расположение
В 22 км на северо-восток от Ветки, 44 км от Гомеля.

### Гидрография
На западе мелиоративный канал.

## Транспортная сеть
Автодорога связывает посёлок с Веткой. Планировка состоит из прямолинейной улицы, ориентированной с юго-востока на северо-запад. Застройка двусторонняя, деревянная, усадебного типа.

## История
Основан в начале XX века переселенцами из соседних деревень. В 1926 году в Старозакружском сельсовете Ветковского района Гомельского округа. В 1930 году жители вступили в колхоз. Во время Великой Отечественной войны в сентябре 1943 года оккупанты сожгли 43 двора. На фронтах погибли 6 жителей. В 1959 году входил в состав колхоза «40 лет Октября» (центр — деревня Старое Закружье).

## Население

### Численность
- 2010 год — жителей нет.

### Динамика
- 1926 год — 27 дворов, 162 жителя.
- 1940 год — 45 дворов, 205 жителей.
- 1959 год — 180 жителей (согласно переписи).
- 1992 год — жители (28 семей) переселены.